# Божитухом (гмина)
Божитухом (пол. Borzytuchom) — сельская гмина (волость) в Польше, входит как административная единица в Бытувский повет, Поморское воеводство. Население — 2798 человек (на 2004 год).

## Демография
| Перепись                       | Всего   | Всего | Женщины | Женщины | Мужчины | Мужчины |
| ------------------------------ | ------- | ----- | ------- | ------- | ------- | ------- |
| Единицы                        | человек | %     | человек | %       | человек | %       |
| Население                      | 2798    | 100   | 1375    | 49,1    | 1423    | 50,9    |
| Плотность населения (чел./км²) | 25,8    | 25,8  | 12,7    | 12,7    | 13,1    | 13,1    |

## Соседние гмины
1. Гмина Бытув
2. Гмина Чарна-Домбрувка
3. Гмина Дембница-Кашубска
4. Гмина Колчигловы
5. Гмина Тухоме